# Iolaphilus aelianus
Iolaphilus aelianus är en fjärilsart som beskrevs av Otto Staudinger 1891. Iolaphilus aelianus ingår i släktet Iolaphilus och familjen juvelvingar. Inga underarter finns listade i Catalogue of Life.